# Un long adieu
Pour plus de détails, voir Fiche technique et Distribution.
Dolgoie prochtchanie (Долгое прощание) est un film russe réalisé par Sergueï Oursouliak, sorti en 2004,. C'est l'adaptation de la nouvelle éponyme de Iouri Trifonov.

## Synopsis
En 1952, la jeune actrice Lialia entame une liaison avec le dramaturge Nikolaï Smolianov alors très populaire. Grâce à lui, elle obtient les rôles principaux dans des productions basées sur ses pièces. En même temps, elle est toujours attachée à son mari Grigori, un auteur méconnu. 

## Fiche technique
- Photographie : Michaïl Souslov
- Décors : Konstantin Vinokourov
- Scénario : Sergueï Oursouliak, Elga Lyndina

## Distribution
- Polina Agureeva : Lialia Telepneva
- Boris Kamorzine : Nikolaï Smolianov, dramaturge
- Andreï Chtchennikov : Grigori Rebrov, le mari de Lialia
- Konstantin Zheldine : Piotr Alexandrovitch, le père de Lialia
- Tatiana Lebedkova : Irina Ignatievna, la mère de Lialia
- Genrietta Egorova : Tamara Ignatievna, tante de Lialia
- Evgueni Kindinov : Grigori Rebrov (vieux)
- Valentina Charykina : Lialia Telepneva (vieille)
- Vladimir Chtcherbakov : Alexandre Agabekov
- Aleksandr Klioukvine : German Smurny, directeur de théâtre'
- Aleksandr Galevski : acteur de théâtre
- Galina Konovalova : actrice de théâtre
- Nina Nekhlopochenko : épisode
- Anna Antonenko-Lukonina : Anna Vassilievna
- Piotr Merkourev : Bob